# Jan Pirk
Jan Pirk (* 20. dubna 1948 Praha) je český kardiochirurg, emeritní přednosta Kardiocentra a Kliniky kardiovaskulární chirurgie IKEM. Od října 2022 působí jako senátor za obvod č. 22 – Praha 10.

## Život
Studia dokončil v roce 1972 a začal pracovat v nemocnici v Nymburce. Vyhrál konkurz na místo vědeckého aspiranta v IKEM a od 1. října 1974 zde pracuje. Zabýval se žilními štěpy a v roce 1978 se stal kandidátem lékařských věd, o deset let později získal doktorát věd. V letech 1983–1984 absolvoval stáž na Mayo Clinic v USA. V roce 1990 působil v dánském Odense.
V roce 1991 se stal přednostou Kliniky kardiovaskulární chirurgie IKEM, o čtyři roky později pak i přednostou celého Kardiocentra IKEM. Přednostou Kliniky kardiovaskulární chirurgie byl až do roku 2017 a přednostou Kardiocentra do roku 2021. Roku 1991 provedl svou první transplantaci srdce. V roce 1997 se stal docentem a byl mu udělen titul nejlepšího manažera ve zdravotnictví.
V dubnu 2012 jeho tým nahradil českému pacientovi, hasiči Jakubu Halíkovi, srdce dvěma čerpadly. Pacient poté čekal na transplantaci, ale v říjnu téhož roku zemřel na selhání jater a ledvin. Ačkoli se pro něj nepodařilo najít vhodného dárce srdce, léčba tohoto pacienta podle Pirka posunula světovou medicínu. Před českými lékaři obdobný zákrok provedli jen jejich kolegové v americkém Texasu, ale jejich pacient již po týdnu zemřel.
Od roku 2013 je členem Učené společnosti ČR.
Ročně se svým týmem uskuteční asi 250 operací srdcí, dříve to bývalo i 330. Za jeho život jich bylo asi 7000, kromě toho také provedl i přes 300 úspěšných transplantací srdcí (data z r. 2017). Tato čísla ho řadí k vysoce uznávaným operatérům srdcí v Evropě.
Provádí také bezkrevní zákroky, tzn. že operuje bez použití krevní transfuze. V rozhovoru pro Lidové noviny uvedl, že právě díky Svědkům Jehovovým doznala kardiochirurgie určitého pokroku, protože na těchto pacientech se zjistilo, co všechno se dá udělat na srdci bez krve i jaké naředění krve člověk ještě snese. Díky svědkům Jehovovým tak například v roce 2008 počet operací, prováděných bez krve, činil více než 40 %.
Je členem Českého klubu fair play Českého olympijského výboru.

## Politika
Byl členem KSČ. V roce 2012 se Pirk stal předsedou volebního výboru prezidentského kandidáta Jana Fischera. Když Fischer po prohraném prvním kole nepřímo podpořil Miloše Zemana, ač původně deklaroval, že z kandidátů je mu nejbližší Karel Schwarzenberg, Pirk se s Fischerem názorově rozešel. Stejně jako Fischerovi další poradci jasně podpořil právě Schwarzenberga.
Své angažmá v politice zhodnotil jako „velkou životní zkušenost“. „Ve světě prezidentské volební kampaně platí úplně jiná pravidla než ve společnostech, kde jsem se dosud pohyboval. Velmi jsem se tomu divil a jsem tím velmi zklamán,“ uvedl Pirk.
V prezidentských volbách v roce 2023 podpořil kandidaturu armádního generála ve výslužbě Petra Pavla.

### Postoj k pandemii covidu-19 a návazným opatřením
V březnu 2020 zprvu covid-19 označil za „chřipku s velice mírným průběhem“ a varování před ním za „neopodstatněné šílenství“.  Dále prohlásil: „V Číně je populace přemnožená a každý živočišný druh, kdy je ho mnoho, tak se něco stane a příroda to začne korigovat. Ty tisícovky mrtvých v Číně, to je jen relativní číslo.“
Následně se sám i s manželkou v Rakousku nakazil a nemoc covid-19 prodělal již v České republice, s lehčím průběhem. I když prohlásil, že covid „není sranda“, během dubna 2020 opětovně vystupoval na veřejnosti s názory ohledně této nemoci, kdy zlehčoval těžký dopad pandemie v jiných zemích. Tvrdil, že na vině je jiný lékařský systém, genetický fond, místní absence předchozího očkování na jiné nemoci, umírání s covidem nikoliv na covid, popř. umíráním „na strach“, nebo z obav z toho jít v pandemické době do nemocnice s jinými nemocemi. Varoval naopak spíše před psychologickými a ekonomickými následky ochranných opatření. Spolu s dalšími lékařskými odborníky z Univerzity Karlovy vyzýval k uvolňování opatření kvůli koronaviru v Česku.
Dále relativizoval hodnotu přísné karantény mj. varováním před druhou vlnou, která po nezbytném ukončení karantény dle něj stejně musí přijít; a vyjadřoval domněnky, že jediným konečným řešením je promoření populace s tím, že „zdraví lidé by měli covid prodělat“.
Na podzim 2020 v otevřeném dopise (společně se Soňou Pekovou, Miloslavem Ludvíkem, Romanem Šmuclerem a Janem Žaloudíkem) kritizoval zavádění plošných opatření, povinné nošení roušek, testování osob bez příznaků a varoval před nežádoucími účinky (dosud prakticky neexistujících) vakcín proti covidu-19. Odborníci z řad infektologů, virologů, epidemiologů a hygieniků (přednosta Kliniky infekčních nemocí a cestovní medicíny Fakultní nemocnice Plzeň Dalibor Sedláček, ředitel Thomayerovy nemocnice Zdeněk Beneš, biochemik Jan Konvalinka, epidemiolog Roman Chlíbek, prezident České lékařské komory Milan Kubek) tuto výzvu označili za nezodpovědný, odborně neobhajitelný krok a některá tvrzení v ní za zcela absurdní.

### Kandidatura do Senátu
Ve volbách do Senátu PČR v roce 2022 kandidoval jako nestraník za TOP 09 v rámci koalice SPOLU (tj. ODS, KDU-ČSL a TOP 09) v obvodu č. 22 – Praha 10. V prvním kole vyhrál s podílem hlasů 44,77 %, a postoupil tak do druhého kola, v němž se utkal s kandidátkou hnutí STAN, Zelených, LES a SEN 21 Renatou Chmelovou. V něm vyhrál poměrem hlasů 60,44 % : 39,55 %, a získal tak mandát senátora.
V Senátu je členem Senátorského klubu ODS a TOP 09, Výboru pro zdravotnictví a Podvýboru pro sport Výboru pro vzdělávání, vědu, kulturu, lidská práva a petice.

## Kauza IKEM
Dne 6. října 2023 byli bývalý ředitel IKEM Michal Stiborek a jeho náměstek Jiří Malý obviněni z vydírání Jana Pirka a přednosty kliniky kardiovaskulární chirurgie Ivana Netuky. Pirk uvedl, že Stiborek se ho pokusil kompromitovat falešnými dokumenty. Případ vyšetřuje Generální inspekce bezpečnostních sborů.

## Rodina
Pochází ze tří dětí, jeho otec MUDr. Otto Pirk i děd MUDr. Karel Pirk byli také lékaři. Během studia medicíny se oženil s Blankou Navrátilovou. Má dva syny, jeden pracuje jako manažer a druhý je soudcem. Jan Pirk je dědečkem sedmi vnoučat. Na jaře 2020 prodělal nemoc covid-19.

## Záliby
Jan Pirk má za sebou mnoho dálkových závodů v běhu i jízdě na běžkách. 13× běžel maraton, jeho nejlepším výkonem byl čas 3 hodiny a 14 minut. V roce 2022 měl za sebou svůj 35. start v závodě Běchovice–Praha. Dále mezi jeho záliby patří historická vozidla, vlastní několik Velorexů.
Už od dětství je fanouškem SK Slavia Praha.